# Roxana Anghel
Roxana-Iuliana Anghel (* 1. Januar 1998 in Câmpulung Moldovenesc) ist eine rumänische Ruderin. Sie gewann bis August 2024 einmal Gold und einmal Silber bei Olympischen Spielen, eine Goldmedaille und eine Bronzemedaille bei Weltmeisterschaften sowie fünf Goldmedaillen bei Europameisterschaften.

## Sportliche Karriere
Roxana Anghel belegte bei den Junioren-Weltmeisterschaften 2015 den vierten Platz mit dem rumänischen Achter. Drei Jahre später nahm sie wieder im Achter an den U23-Weltmeisterschaften 2018 teil und belegte als Siegerin des B-Finales den siebten Platz. Bei den Europameisterschaften 2019 gewann Anghel im Achter ihren ersten internationalen Titel. Drei Monate später bei den Weltmeisterschaften 2019 belegte der rumänische Achter den sechsten Platz. 2020 wurde Roxana Anghel im Vierer ohne Steuerfrau Fünfte der Europameisterschaften. 
Bei den erst 2021 ausgetragenen Olympischen Spielen in Tokio traten zehn Boote zum Wettbewerb im Vierer ohne Steuerfrau an. Mădălina Hegheş, Elena Logofătu, Cristina-Georgiana Popescu und Roxana Anghel wurden in ihrem Vorlauf Dritte, die ersten beiden Boote erreichten direkt das Finale. Im Hoffnungslauf wurden die letzten beiden Finalteilnehmer ermittelt, das rumänische Boot belegte den dritten Platz. Im B-Finale wurden die Rumäninnen in ihrem dritten Rennen zum dritten Mal Dritte und belegten damit den neunten Platz in der Gesamtwertung.
2022 trat der rumänische Vierer ohne Steuerfrau bei den Weltmeisterschaften in Račice u Štětí in der Besetzung Mădălina Bereș, Amalia Bereș, Maria-Magdalena Rusu und Roxana Anghel an. Die Rumäninnen erreichten das A-Finale und wurden Vierte mit über zwei Sekunden Rückstand auf die drittplatzierten Australierinnen. 2023 ruderte Roxana Anghel in zwei Bootsklassen. Bei den Europameisterschaften 2023 in Bled gewann Anghel zusammen mit Ioana Vrînceanu die Titel im Zweier ohne Steuerfrau und im Achter. Drei Monate später bei den Weltmeisterschaften in Belgrad siegte der rumänische Achter vor den Ruderinnen aus den Vereinigten Staaten. Der Zweier gewann Bronze hinter den Niederländerinnen und den Australierinnen. 2024 gewann der rumänische Achter bei den Europameisterschaften in Szeged vor den Britinnen, der Zweier überquerte die Ziellinie vor den Griechinnen. Drei Monate später bei den Olympischen Spielen in Paris wurden Vrînceanu und Anghel Zweite hinter den Niederländerinnen. Im Achterwettbewerb führten die Rumäninnen vom Start bis ins Ziel und siegten vor den Kanadierinnen und dem britischen Achter.
Die 1,80 Meter große Roxana Anghel rudert für CS Dinamo Bukarest.